# Dicsőség mennyben az Istennek
A Dicsőség mennyben az Istennek egy karácsonyi egyházi népének. Dallama Tárkányi Béla–Zsasskovszky Ferenc–Zsasskovszky Endre 1855-ben kiadott Katholikus Egyházi Énektárából ismerjük, szövegét Simon Jukundián ferences szerzetes írta. Az ének 1948 óta a református, evangélikus és metodista énekeskönyvben is szerepel. Benne van a 2010-es kiadású Baptista gyülekezeti énekeskönyvben is.

## Kotta és dallam
| Dicsőség mennyben az Istennek! Dicsőség mennyben az Istennek! Az angyali seregek Vígan így énekelnek: Dicsőség, dicsőség Istennek!                  | Békesség földön az embernek! Békesség földön az embernek, Kit az igaz szeretet A kis Jézushoz vezet, (A Jézushoz elvezet) Békesség, békesség embernek. | Dícsérjük a szent angyalokkal, Imádjuk a hív pásztorokkal Az isteni gyermeket, Ki minket így szeretett, Dícsérjük, imádjuk és áldjuk. |
| Kis Jézus! ne vess meg bennünket, Hallgasd meg buzgó kérésünket. Jászolodnál fogadjuk, Hogy a vétket elhagyjuk, Ó Jézus, ne vess meg, hallgass meg. | Dicsőség az örök Atyának És értünk született Fiának, S mindkettő Szentlelkének, A malaszt kútfejének: Dicsőség, dicsőség Istennek!                     | |

## Feldolgozások
| Szerző        | Mire                 | Mű                                      | Előadás |
| ------------- | -------------------- | --------------------------------------- | ------- |
| Kocsár Miklós | női kar              | Ó, gyönyörűszép titokzatos éj! 4. kotta | [ 3 ]   |
| Karai József  | gyerekkar, zongora   | Fel nagy örömre, 14. oldal              |         |
| Ludvig József | ének, gitárakkordok  | Mennyből az angyal, 3. oldal            |         |
| Soós András   | gyermek vonószenekar | Karácsonyi muzsika, 19. oldal           |         |
| Putz József   | orgona               | Dicsőség (fúga), kotta                  | [ 4 ]   |

## Felvételek
- Dicsőség, mennyben az Istennek. Megyeri Tímea  YouTube (2012. december 23.)  (Hozzáférés: 2016. szeptember 26.) (audió)
- Dicsőség mennyben az Istennek...: Református karácsonyi énekek Énekeskönyv 326. Lengyel Judit  YouTube (2013. december 8.)  (Hozzáférés: 2016. szeptember 26.) (audió)
- Dicsőség Mennyben az Istennek! Grassl Ferdinánd ének, Stubendek László orgona  YouTube. Komárom (2015. december 25.)  (Hozzáférés: 2016. szeptember 26.) (videó) Éjféli mise.
- Dicsőség mennyben az Istennek. YouTube (2010. december 15.)  (Hozzáférés: 2016. szeptember 26.) (audió)
- Dicsőség mennyben az Istennek. Dunaújváros Főiskola Nőikara  YouTube (2009. december 15.)  (Hozzáférés: 2016. szeptember 26.) (videó) 1:16-tól. a capella
- Szép Karácsonyéj - Dicsőség mennyben az Istennek. Váci utcai Ének- és Zenetagozatos Gyakorló Általános Iskola Énekkara  YouTube (2010. december 19.)  (Hozzáférés: 2016. szeptember 26.) (audió) vegyeskar
- Dicsőség, mennyben az Istennek. Szekeres Veronika, Fóti Károlyi István Gyermekközpont kórusa  YouTube (1998. november 30.)  (Hozzáférés: 2016. szeptember 26.) (audió)